# Thylogale christenseni
Thylogale christenseni — вид дрібних сумчастих з родини Кенгурові (Macropodidae). Хоуп описав вид T. christenseni на основі залишків знайдених в археологічних покладах на заході острова Нова Гвінея і стверджував, що цей вид і Thylogale brunii жили разом на цій території 5000 років тому. Його вага була 1.5–3.0 кілограми, можливо, це найменший із новогвінейських сумчастих. Останки голотипу були знайдені в голоценових відкладеннях на Судірманському хребті на висоті 3990 метрів. Цей вид названий на честь Олі Арне Крістенсен, аспіранта архіології з Австралійського національного університету, який вивчав археологічні невеликі печери в горах Папуа-Нової Гвінеї. Він помер у ДТП 16 грудня 1974 року, незадовго до запланованої поїздки на дослідження археологічних пам'яток в районі гори Джая. 